# Serjania hispida
Serjania hispida là một loài thực vật có hoa trong họ Bồ hòn. Loài này được Standl. & Steyerm. miêu tả khoa học đầu tiên năm 1944.